# Vuelta a Murcia 2010
La 30ª edición Vuelta a Murcia (oficialmente: Vuelta Ciclista a la Región de Murcia), se disputó entre el 3 y el 7 de marzo de 2010, estuvo dividida en 5 etapas para un total de 645,6 km, con inicio en San Pedro del Pinatar y final en Murcia.
Participaron 16 equipos. En cuánto a equipos españoles sólo participó el Caja Rural y una selección española debido a que el resto de equipos no llegaron a un acuerdo económico con la carrera, tal y como pasó también en la Vuelta a Andalucía disputada una semana antes. Además, también se negó la participación de equipos italianos por "solidaridad" por la sanción que Alejandro Valverde tenía en Italia. En cuanto a representación extranjera estuvieron 14 equipos: los de categoría UCI ProTour del Rabobank, Astana, Team Milram, Team RadioShack, Team HTC-Columbia, Garmin-Transitions y Sky Professional Cycling Team; los de categoría Profesional Continental del Vacansoleil Pro Cycling Team, Cervélo Test Team y CCC Polsat Polkowice; los de categoría Continental del Team NetApp y Endura Racing; y las selecciones de Rusia y Alemania. Formando así un pelotón de 111 ciclistas, con 7 corredores cada equipo (excepto la Selección Alemana que salió con 6), de los que acabaron 100.

## Etapas
| Etapa | Fecha      | Recorrido                                   | km       | Ganador         | Líder           |
| ----- | ---------- | ------------------------------------------- | -------- | --------------- | --------------- |
| 1ª    | 3 de marzo | San Pedro del Pinatar-San Pedro del Pinatar | 166,5    | Robert Hunter   | Robert Hunter   |
| 2ª    | 4 de marzo | Calasparra-Caravaca de la Cruz              | 169,8    | Robert Hunter   | Robert Hunter   |
| 3ª    | 5 de marzo | Las Torres de Cotillas-Alhama de Murcia     | 166,5    | Luke Roberts    | Josep Jufré     |
| 4ª    | 6 de marzo | Alhama de Murcia-Alhama de Murcia           | 22 (CRI) | František Raboň | František Raboň |
| 5ª    | 7 de marzo | Murcia-Murcia                               | 121,1    | Theo Bos        | František Raboň |

## Clasificaciones finales
| \| 1. \| František Raboň \| 16h 01' 24" \| \| 2. \| Denís Menshov \| + 38" \| \| 3. \| Bradley Wiggins \| + 53" \| \| 4. \| Andreas Kloden \| + 57" \| \| 5. \| Josep Jufré \| + 1' 21" \| \| 6. \| Stef Clement \| + 1' 23" \| \| 7. \| Lance Armstrong \| m.t. \| \| 8. \| Pieter Weening \| + 1' 41" \| \| 9. \| Luke Roberts \| + 1' 42" \| \| 10. \| Tomasz Marczynski \| + 1' 59" \| |                   |             |
| 1. | František Raboň   | 16h 01' 24" |
| 2. | Denís Menshov     | + 38"       |
| 3. | Bradley Wiggins   | + 53"       |
| 4. | Andreas Kloden    | + 57"       |
| 5. | Josep Jufré       | + 1' 21"    |
| 6. | Stef Clement      | + 1' 23"    |
| 7. | Lance Armstrong   | m.t.        |
| 8. | Pieter Weening    | + 1' 41"    |
| 9. | Luke Roberts      | + 1' 42"    |
| 10. | Tomasz Marczynski | + 1' 59"    |

| \| 1. \| Graeme Brown \| 60 p. \| \| 2. \| František Raboň \| 35 p. \| \| 3. \| Daniel Schorn \| 25 p. \| |                 |       |
| 1. | Graeme Brown    | 60 p. |
| 2. | František Raboň | 35 p. |
| 3. | Daniel Schorn   | 25 p. |

| \| 1. \| Lieuwe Westra \| 30 p. \| \| 2. \| Wouter Poels \| 22 p. \| \| 3. \| Stefan Denifl \| 22 p. \| |               |       |
| 1. | Lieuwe Westra | 30 p. |
| 2. | Wouter Poels  | 22 p. |
| 3. | Stefan Denifl | 22 p. |

| \| 1. \| Alexandre Blain \| 12 p. \| \| 2. \| Lieuwe Westra \| 5 p. \| \| 3. \| Serguéi Lagutín \| 3 p. \| |                 |       |
| 1. | Alexandre Blain | 12 p. |
| 2. | Lieuwe Westra   | 5 p.  |
| 3. | Serguéi Lagutín | 3 p.  |

| \| 1. \| Rabobank \| 48h 07' 49" \| \| 2. \| RadioShack \| + 22" \| \| 3. \| Astana \| + 2' 16" \| |            |             |
| 1.                                                                                                 | Rabobank   | 48h 07' 49" |
| 2.                                                                                                 | RadioShack | + 22"       |
| 3.                                                                                                 | Astana     | + 2' 16"    |